# Операция «Меню»
«Меню» (англ. Menu) — кодовое название тайных бомбардировок авиацией США территории Камбоджи (1969—1970) в ходе Вьетнамской войны. Этап бомбардировок США территории Камбоджи, проводившихся с 1965 по 1973 год.

## Предпосылки
В 1953 году Камбоджа получила независимость от Франции. Согласно Женевским соглашениям 1954 года, завершившим колониальную войну Франции в Индокитае, Камбоджа провозглашалась нейтральной страной. Правителем королевства стал принц Нородом Сианук, поначалу пользовавшийся большой популярностью среди населения. Он был убеждён, что доминирующей силой в Юго-Восточной Азии в будущем окажется Китай. В 1965 году Камбоджа разорвала дипломатические отношения с США.
В ходе развернувшейся в Южном Вьетнаме гражданской войны, в которую в дальнейшем активно вмешались США, камбоджийская территория активно использовалась партизанами Национального фронта освобождения Южного Вьетнама (НФОЮВ, Вьетконг) и подразделениями Северного Вьетнама. Президент США Линдон Джонсон запретил американским наземным подразделениям действовать на территории Камбоджи, так как это нарушало бы её формальный нейтралитет. Силы НФОЮВ и Северного Вьетнама, не связанные такими ограничениями, создали в восточных районах страны сеть базовых лагерей и складов, куда отступали после каждого серьёзного поражения в Южном Вьетнаме, чтобы в безопасности от действий противника восполнить потери и отдохнуть. Присутствие северовьетнамской армии в Камбодже было закреплено камбоджийско-китайскими соглашениями 1966 года.
С 1968 года в Камбодже началась гражданская война. Активисты местной коммунистической партии («красные кхмеры») развернули вооружённую борьбу против правительства Сианука. Под влиянием этих событий Сианук пошёл на постепенное сближение с США, увенчавшееся восстановлением дипломатических отношений.
В январе 1969 года на пост президента США вступил Ричард Никсон, организовавший свою предвыборную кампанию под лозунгом достижения для страны «почётного мира» во Вьетнаме. Всего лишь месяц спустя коммунистические силы в Южном Вьетнаме активизировали боевые действия (так называемое Второе Тетское наступление). Никсон расценил это как нарушение «неписаных соглашений», по которым, как предполагалось, северяне воздержатся от крупных наступательных действий на юге в обмен на прекращение бомбардировок Северного Вьетнама (вступившее в силу 1 ноября 1968). Он собирался продемонстрировать северянам, что не намерен игнорировать нарушение ими «соглашений». Проблема была в том, что к этому времени в США уже окрепло антивоенное движение, и любая эскалация войны могла вызвать бурю протестов. Поэтому Никсон принял решение нанести удар в Камбодже, который бы остался в тайне от общественности. В январе-феврале с инициативой бомбардировок Камбоджи выступили председатель Объединённого комитета начальников штабов Эрл Уилер и командующий американскими войсками во Вьетнаме Крейтон Абрамс. Американская разведка получила от высокопоставленного вьетнамского перебежчика информацию о местонахождении Центрального управления Южного Вьетнама (ЦУЮВ) — штаба, руководившего действиями коммунистических сил на Юге, который уже несколько лет безуспешно искали войска США; теперь появилась возможность уничтожить его одним ударом.

## Операция
После того как в начале марта противник обстрелял Сайгон ракетами (что трактовалось американской стороной как очередное нарушение «договорённостей»), Никсон принял окончательное решение об ударе. 18 марта 1969 года по предполагаемому месту расположения ЦУЮВ отбомбились 48 стратегических бомбардировщиков B-52. Итог этого налёта неясен; по мнению американской разведки, ЦУЮВ был причинён какой-то ущерб. Дело не ограничилось одиночным налётом — с этого момента начались регулярные бомбардировки тыловых баз северовьетнамских войск в Камбодже. Все операция носила кодовое название «Меню», её фазы назывались «Завтрак» (Breakfast, самый первый налёт), «Ланч» (Lunch), «Перекус» (Snack), «Обед» (Dinner), «Ужин» (Supper) и «Десерт» (Dessert). К операции привлекались исключительно бомбардировщики B-52, тактическая авиация задействована не была. Об этих авиаударах знало очень небольшое число лиц в американской администрации. В пресс-релизах ВВС все вылеты на бомбардировку Камбоджи подавались как обычные операции в Южном Вьетнаме. Ни Конгресс США, ни принц Сианук не были уведомлены об ударах. Сианук, по всей видимости, знал о них, однако не сделал никаких формальных заявлений по этому поводу. Северный Вьетнам также оставил тайные бомбардировки без комментариев, возможно, не желая лишний раз привлекать внимание к факту присутствия в нейтральной стране своих войск.
Занавес секретности, однако, оказался не очень прочным: уже в мае газета «Нью-Йорк Таймс» опубликовала неточную информацию об операции «Меню». Публикация не привлекла внимания общественности, но заставила Никсона отдать распоряжение о поиске источника утечки информации из администрации. Прослушивание телефона одного из сотрудников Белого дома положило начало длинной цепочке незаконных актов, результатом которых стал Уотергейтский скандал и уход Никсона в отставку.

## Итог
Весной 1970 года после свержения Сианука и резкой эскалации гражданской войны в Камбодже американские войска вторглись в страну, и операция «Меню» утратила смысл — она завершилась в мае. За год с небольшим было совершено 3630 боевых вылетов и сброшено 108 тыс. тонн бомб. С мая 1970 года бомбардировки Камбоджи стали открытыми и продолжались до августа 1973 года под кодовым названием «Курс свободы» (Freedom Deal) и уже с использованием тактической авиации.
Операция «Меню» перестала быть секретной в конце 1972 года, когда майор ВВС США отправил в Конгресс письмо с просьбой пояснить факт тайных бомбардировок нейтральной страны; следует отметить, что в том же году произошёл громкий скандал с «несанкционированными» бомбардировками Северного Вьетнама, стоивший поста командующему 7-й воздушной армией генералу Лавеллю. В ходе прошедших затем в комитете по делам вооружённых сил слушаний были установлены подробности тайной операции, как и тот факт, что администрация попыталась фальсифицировать предоставленные Конгрессу документы касательно бомбардировок. Несмотря на это, комитет Конгресса по юридическим делам проголосовал против включения этой фальсификации в список обвинений для импичмента Никсона.